# Alex Pombo
Alex William Pombo da Silva, (* 21. července 1988 v Guaratinguetá, Brazílie) je brazilský zápasník–judista.

## Sportovní kariéra
S judem začal ve 12 letech v São José dos Campos. Na mezinárodní scéně se objevuje od roku 2008 nejprve v pololehké váze, ve které se v brazilské reprezentaci neprosadil. Od roku 2012 zápasí v lehké váze, ve které si postupně prosadil na pozici reprezentační jedničky. V roce 2016 si vybojoval nominaci na domácí olympijské hry v Riu, ale vypadl hned v úvodním kole s Číňanem Sajndžargalem potom co neuhlídal v posledních sekundách zápasu jeho výpad uki-waza.

### Vítězství
- 2013 – 1x světový pohár (Almaty)

## Výsledky
| Turnaj                  | 2014       | 2015       | 2016       |
| Turnaj                  | 26         | 27         | 28         |
| Turnaj                  | lehká váha | lehká váha | lehká váha |
| ----------------------- | ---------- | ---------- | ---------- |
| Olympijské hry          |            |            | úč.        |
| Mistrovství světa       | úč.        | —          |            |
| Panamerické hry         |            | 5.         |            |
| Panamerické mistrovství | 1.         | 1.         | 2.         |